# Норвуд, Ри
Ри Ма́ргарет Но́рвуд (англ. Rhea Margaret Norwood, род. 3 июня 2001, Кингстон-апон-Темс, Большой Лондон, Англия) — английская актриса. Наиболее известна благодаря своей роли Имоджен Хини в сериале Netflix «Трепет сердца» (с 2022). Также она появилась в фильме Channel 4 «Согласие» (2023).

## Ранние годы и образование
Норвуд родилась 3 июня 2001 года в Кингстоне-апон-Темс. В 2022 году окончила театральную школу Bristol Old Vic со степенью Бакалавра искусств по профессиональному актёрскому мастерству.
В 2022 году у Норвуд был диагностирован сахарный диабет 1-го типа.

## Карьера
В 2021 году Норвуд обратила внимание на новости о начале кастинга в сериал Netflix «Трепет сердца» и получила в нём роль Имоджен Хини.
В 2023 году Норвуд исполнила роль Элис в драматическом телефильме «Согласие» от канала Channel 4.

## Творчество

### Кино
| Год  | Название        | Оригинальное название      | Роль | Примечания             |
| ---- | --------------- | -------------------------- | ---- | ---------------------- |
| 2022 | Убивая добротой | Killing Them With Kindness | Эйми | Короткометражный фильм |

### Телевидение
| Год       | Название      | Оригинальное название | Роль         | Примечания          |
| --------- | ------------- | --------------------- | ------------ | ------------------- |
| 2022–2024 | Трепет сердца | Heartstopper          | Имоджен Хини | Второстепенная роль |
| 2023      | Согласие      | Consent               | Элис         |                     |

### Театр
| Год  | Название                   | Оригинальное название         | Роль    | Площадка      | П.    |
| ---- | -------------------------- | ----------------------------- | ------- | ------------- | ----- |
| 2022 | Пигмент твоего воображения | A Pigment Of Your Imagination | Вайолет | The Pleasance | [ 9 ] |